# حميد كونيه
حميد كونيه (بالفرنسية: Hamed Koné)‏ (2 نوفمبر 1987 في أبيدجان في ساحل العاج – )؛ هو لاعب كرة قدم كان يلعب كلاعب وسط.

## وصلات خارجية
- حميد كونيه على موقع رابطة كرة القدم اليابانية للمحترفين (اليابانية)
- حميد كونيه على موقع قاعدة بيانات كرة القدم.إي يو (الإنجليزية)
- حميد كونيه على موقع ليكيب (الفرنسية)
- حميد كونيه على موقع Soccerway.com (الإنجليزية)
- حميد كونيه على موقع عالم كرة القدم.نت (الإنجليزية)